# Песу, Райно
Райно Песу (р. 15 октября 1972) — финский ориентировщик. Многократный призёр Чемпионатов Мира по спортивному ориентированию на лыжах и на велосипедах. Обладатель Кубка мира 1999.

## Биография
Выступал за клуб Hämeen Rastia под руководством своего тренера Пааво Вальконена.
На чемпионате мира по лыжному ориентированию 1996 в Лиллехаммере выиграл бронзу на средней дистанции. Два года спустя в австрийском Виндишгарстене улучшил своё достижение, выиграв эту дистанцию. В 1999 году Стал обладателем Кубка мира. На чемпионате мира в 2002 году он выиграл бронзу в спринте и на длинной дистанции. На чемпионате мира по ориентированию на велосипедах в Фонтенбло в 2002 году, он выиграл бронзовую медаль.
Райно Песу женат на Мерви Песу (Вяйсанен), которая также выиграла несколько медалей на Чемпионате Мира и Европы по спортивному ориентированию на лыжах и на велосипедах.